# لوكاس ليكافيتشيوس
لوكاس ليكافيتشيوس (بالليتوانية: Lukas Lekavičius)‏ مواليد 30 مارس 1994 في شيلاله، ليتوانيا، هو لاعب كرة سلة ليتواني. بدأ مسيرته الاحترافية في سنة 2012. يحمل الرقم 4. يبلغ طوله 6 قدم 0 بوصة (1.8 م). لعب مع زالغيريس لكرة السلة في الدوري الليتواني لكرة السلة.

## إحصائيات المسيرة

### الدوري الأوروبي
| السنة   | الفريق              | لعب | بدأ | دقيقة | ميداني% | ثلاثية | حرة  | ارتداد | صنع | استلاب | تصدي | نقطة | أداء |
| ------- | ------------------- | --- | --- | ----- | ------- | ------ | ---- | ------ | --- | ------ | ---- | ---- | ---- |
| 2014–15 | زالغيريس لكرة السلة | 24  | 7   | 19.0  | .466    | .333   | .778 | 1.8    | 2.7 | .4     | .0   | 5.5  | 5.1  |
| 2015–16 | زالغيريس لكرة السلة | 21  | 3   | 14.2  | .354    | .516   | .737 | 1.1    | 1.3 | .9     | .0   | 4.6  | 3.4  |
| 2016–17 | زالغيريس لكرة السلة | 30  | 0   | 18.1  | .507    | .338   | .759 | 1.9    | 3.5 | .6     | .0   | 8.5  | 8.8  |
| المسيرة |                     | 45  | 10  | 16.4  | .421    | .411   | .761 | 1.5    | 2.0 | .6     | .0   | 5.0  | 4.5  |

## روابط خارجية
- لوكاس ليكافيتشيوس على موقع الاتحاد الدولي لكرة السلة (الإنجليزية)
- لوكاس ليكافيتشيوس على موقع الدوري الأوروبي لكرة السلة (الإنجليزية)
- لوكاس ليكافيتشيوس على موقع كرة السلة الأوروبية.كوم (الإنجليزية)
- لوكاس ليكافيتشيوس على موقع ريلجم (الإنجليزية)
- لوكاس ليكافيتشيوس على موقع بروبوليرز (الإنجليزية)
- لوكاس ليكافيتشيوس على موقع سبورتس رفرنس (الإنجليزية)